# Otwayita
L'otwayita és un mineral de la classe dels carbonats. Rep el seu nom en honor de Mr. Charles Albert Otway of Gosnells, prospector i miner que va proporcionar les primeres mostres del mineral per al seu estudi.

## Característiques
L'otwayita és un carbonat de fórmula química Ni₂(CO₃)(OH)₂·H₂O. Cristal·litza en el sistema ortoròmbic. La seva duresa a l'escala de Mohs és 4. És una espècie estretament relacionada amb la paraotwayita.
Segons la classificació de Nickel-Strunz, l'otwayita pertany a «05.DA: Carbonats amb anions addicionals, amb H₂O, amb cations de mida mitjana» juntament amb els següents minerals: dypingita, hidromagnesita, giorgiosita, widgiemoolthalita, artinita, indigirita, clorartinita, zaratita, kambaldaïta, cal·laghanita, claraïta, hidroscarbroïta, scarbroïta, caresita, quintinita, charmarita, stichtita-2H, brugnatel·lita, clormagaluminita, hidrotalcita-2H, piroaurita-2H, zaccagnaïta, comblainita, desautelsita, hidrotalcita, piroaurita, reevesita, stichtita i takovita.

## Formació i jaciments
Va ser descoberta al dipòsit de níquel d'Otway, a Nullagine, a l'East Pilbara Shire, Austràlia Occidental (Austràlia). Al mateix territori també ha estat trobada a Widgiemooltha i a Kambalda, tots dos indrets a Coolgardie Shire, així com a la mina Lord Brassey, al districte de Heazlewood, a Tasmània. A més a més d'Austràlia, l'otwayita també ha estat descrita al mont Mabilikwe, al districte de Vhembe (Limpopo, Sud-àfrica). Als territoris de parla catalana ha estat descrita a la mina Eugenia (Bellmunt del Priorat, Priorat).